# مقاطعة غلاسكوك (تكساس)
مقاطعة غلاسكوك (بالإنجليزية: Glasscock  County)‏ هي إحدى المقاطعات في ولاية تكساس، الولايات المتحدة الأمريكية.